# Tilly at the Election
Tilly at the Election è un cortometraggio muto del 1910 scritto e diretto da Lewin Fitzhamon che ha come interprete principale Alma Taylor.

## Trama
Tilly scopre i maneggi di un candidato alle elezioni corrotto.

## Produzione
Il film fu prodotto dalla Hepworth.

## Distribuzione
Distribuito dalla Hepworth, il film - un cortometraggio di 152 metri - uscì nelle sale cinematografiche britanniche nel dicembre 1910.
Si conoscono pochi dati del film che, prodotto dalla Hepworth, fu distrutto nel 1924 dallo stesso produttore, Cecil M. Hepworth. Fallito, in gravissime difficoltà finanziarie, il produttore pensò in questo modo di poter almeno recuperare il nitrato d'argento della pellicola.